# Mecranium axillare
Mecranium axillare är en tvåhjärtbladig växtart som först beskrevs av Macfadyen, och fick sitt nu gällande namn av James Dan Skean. Mecranium axillare ingår i släktet Mecranium och familjen Melastomataceae.

## Underarter
Arten delas in i följande underarter:
- M. a. proctorii
- M. a. urbanianum